# Валерий Корзун
Валерий Григорьевич Корзун е руски космонавт, извършил два космически полета, 351-ти човек в космоса, 85-и от Русия.

## Биография
Роден е на 5 март 1953 г. в Красни Сулин, Ростовска област, СССР, (дн. Русия. През юни 1970 г. завършва средно училище в родния си град и постъпва в Качинското Висше военно-авиационно училище за летци „А. Мясников“ през 1974 г., специалност „Пилотиране и експлоатация на летателни апарати“, квалификация „летец-инженер“. На 23 юли 1987 г. завършва командния факултет на Военновъздушната академия „Ю. Гагарин“, специалност „Командно-щабна и оперативно-тактическа авиация“, квалификация „офицер по управление на бойни действия“.

## Военна служба
- от 10 декември 1974 г. - летец, а от 8 август 1975 г. – старши летец 899 изтребителен полк, 1 гвардейска изтребителна дивизия в 15-а въздушна армия на Прибалтийския военен окръг;
- от 28 октомври 1976 г. – старши летец в 234 гвардейски изтребителен полк на 9 зтребителна дивизия;
- от 23 ноември 1981 г. - командир на звено, от 17 ноември 1983 г. – командир на ескадрила в 234 гвардейски изтребителен полк.

## Космическа подготовка
- На 26 март 1987 г. е зачислен в отряда на космонавтите на ЦПК/ВВС (8-а група);
- От 30 август 1989 г. е космонавт-изпитател 1 група;
- Има квалификации военен летец 1 клас (1978 г.); космонавт 1 клас (2004 г.).

## Космическа кариера

### Подготовка като дубльор
- 9 октомври 1991 г. - март 1992 г. - командир на резервния екипаж по програмата на 11-а основна експедиция на станцията „Мир“;
- октомври 1995 г. - юли 1996 г. - командир на втория екипаж по програмата на 22-ра основна експедиция, заедно с Александър Калери, Джери Лененджър (САЩ) и Леополд Ертц (Франция);
- 24 февруари 1998 г. - назначен за командир на основния екипаж на Експедиция-5 и потвърден като командир на дублиращия екипаж на Експедиция-3;
- юни 1999 г. - командир на дублиращия екипаж на полет MKC-1R (със запазване на другите назначения) за полет до МКС в случай на нескачване на модула „Звезда“ със станцията;
- 15 юни 1999 г. - 6 юли 2000 г. - преминава подготовка в състав на дублиращия екипаж МКС-1R, заедно със Сергей Трещев и Пеги Уитсън (САЩ).

## Космически полети

### Първи полет
От 17 август 1996 г. до 2 март 1997 г. като командир на космическия кораб (КК) „Союз ТМ-24“ и ОК „Мир“ по програмата на 22-ра основна експедиция, заедно с А. Калери, Клоди Андре-Деше и Райнхолд Евалд. Работи на станцията с екипажите на основна експедиция 21 (Юрий Онуфриенко и Юрий Усачев) и основна експедиция 23 (Василий Циблиев, Александър Лазуткин), а така също и по програмата НАСА-3 (с Шанън Лусид), НАСА-4 (с Джон Блаха), НАСА-5 (Джери Лененджър) и с посетителската експедиция STS-79 (Уилям Реди, Терънс Уилкът, Томас Ейкърс, Джером Апт. Карл Уолц) и STS-81 (Майкъл Бейкър, Брент Джет, Марша Айвънс, Джон Грунсфелд, Питър Уайсоф). Извършил две излизания в открития космос с обща продължителност 12 часа и 36 минути. Продължителността на полета е 196 денонощия 17 часа 26 минути 13 секунди. Позивна: „Фрегат-1“.

### Втори полет
От 6 юни - 7 декември 2002 г. като командир на Експедиция-5 на МКС, заедно с Пеги Уитсън (бординженер-1, НАСА, САЩ) и Сергей Трещев (бординженер-2). Направил две излизания в открития космос с обща продължителност 11 часа и 16 минути. Продължителността на полета е 184 денонощия 21 часа 15 минути.

## След космоса
- от 2004 г. е произведен в звание генерал-майор;
- от 2003 г. е заместник-началник на ЦПК „Ю. Гагарин“.

## Награди
- Герой на Русия (11 април 1997) – за мъжество и героизъм, проявени по време на продължителния космически полет на 22-ра основна експедиция на орбиталния научноизследователски комплекс „Мир“[1]
- Орден „За заслуги пред Отечеството“ – IV степен (4 февруари 2004) – за мъжество и висок професионализъм, проявени при осъществяване на космическия полет на Международната космическа станция[2]
- Медал „За заслуги в провеждането на преброяването на населението“]]
- Медал „За отличие във военната служба“ – II степен
- Пет други медала
- Кавалер на Орден на Почетния легион (Франция)
- Медал „За космически полет“ (NASA Space Flight Medal)
- Медал на НАСА „За обществени заслуги“ (NASA Public Service Medal)
- Летец-космонавт на Русия (11 април 1997)[1]